# دجرة (إب)

تعديل مصدري - تعديل

دجرة محلة تابعة لقرية المحل، التابعة لعزلة البحريين بمديرية إب إحدى مديريات محافظة إب في الجمهورية اليمنية، بلغ تعداد سكانها 35 حسب تعداد اليمن لعام 2004.